# Wayne County (Ohio)
 For alternative betydninger, se Wayne County. (Se også artikler, som begynder med Wayne County)
Wayne County er et county i den amerikanske delstat Ohio.  

## Demografi
Ifølge folketællingen fra 2000 boede der 111.564 personer i amtet. Der var 40.445 husstande med 29.484 familier. Befolkningstætheden var 78 personer pr. km². Befolkningens etniske sammensætning var som følger: 96,52% hvide, 1,57% afroamerikanere.
Der var 40.445  husstande, hvoraf 35,00% havde børn under 18 år boende. 60,80% var ægtepar, som boede sammen, 8,70% havde en enlig kvindelig forsøger som beboer, og 27,10% var ikke-familier. 22,70% af alle husstande bestod af enlige, og i 8,70% af tilfældene boede der en person som var 65 år eller ældre.
Gennemsnitsindkomsten for en husstand var $41.538 årligt, mens gennemsnitsindkomsten for en familie var på $48.294 årligt.